# Уши (село, Армения)
Уши́ (арм. Ուշի) — село в Арагацотнской области.

## География
Село расположено в 5 км севернее от Аштарака, в 20 км южнее от Апарана и в 37 км северо-западнее от Еревана, рядом с сёлами Оганаван, Арташаван и Карби.

## Экономика
В селе производятся картофельные чипсы. В селе Уши на строительство внутренней сети водоснабжения ушло 400 метра труб. В целом, на реализацию строительных работ в селе Уши компания ВиваСелл-МТС выделила — 10 млн драм.

## Достопримечательности
Существуют свидетельства того, что Месроп Маштоц привез мощи святого Саргиса (Сергия в русской традиции) в Армению и хранил их в селе Уши.

## Фото
- развалины монастыря ,
- развалины